# خوان کارلوس پایانو
خوان کارلوس پایانو (اسپانیایی: Juan Carlos Payano‎؛ زادهٔ ۱۲ آوریل ۱۹۸۴) بوکسور اهل جمهوری دومینیکن است.